# 龚铁铮
龚铁铮（1888年—1916年）字炼百（一作炼白），别号铁汉，湖南省湘乡县城关人。中国民主革命家。

## 生平
清朝光绪三十年（1904年）龚铁铮留学日本，入东京铁道学校以及高等工业理化专科。光绪三十一年（1905年），他加入中国同盟会，并且介绍了秋瑾等人加入中国同盟会。。章太炎因《苏报》案入狱三年，1906年刑满，同盟会即派龚铁铮接章氏往日本。
1911年武昌起义爆发后，龚铁铮归国，策动了苏州独立，不久和黄兴在汉阳督战。民国元年（1912年）南京临时政府成立后，他被孙中山任命为总统府秘书。袁世凯出任大总统后，龚铁铮辞职，于武昌创刊《中华民报》，鼓吹反袁，遭到通缉，遂逃往日本，建立了民义社。
民国3年（1914年）7月，他和杨王鹏等人参加了中华革命党，被孙中山派回湖南领导驱逐汤芗铭的运动。民国5年（1916年）1月，杨王鹏于长沙同湘军混成旅约定于1月28日进攻将军府，龚铁铮则打着经营锑矿的名义来到新化，秘密制造炸弹运到长沙。1月20日午夜，事机泄露，他们遂决定于1月21日下午开始行动。1月21日下午，龚铁铮和杨王鹏率几十人携带炸弹进攻将军府，但由于没有得到混成旅的配合，进攻失败。龚铁铮负伤被俘后，被关进铁笼曝晒，后来被处决。
遭到处决后，龚铁铮的心脏被汤芗铭命士兵挖出后用油煎炸而食，其头颅被悬挂在督军署门口示众。孙中山曾作挽联：“可憐麟凤供炰脯，如此江山待祓除”，而于右任挽联：“殉国似比干，问心无愧。铸铁同岳墓，于汤有光。”。湘乡、长沙等地的学生也分别开会以悼念龚铁铮 。